# Puerta de Alcántara
La Puerta de Alcántara es una puerta situada en la ciudad española de Toledo. Da acceso al interior del centro histórico de la ciudad atravesando por su lado oriental la muralla que la rodea. Se encuentra frente al puente de Alcántara, que cruza el río Tajo y que a su vez está protegido por dos puertas fortificadas en sus extremos.

## Descripción

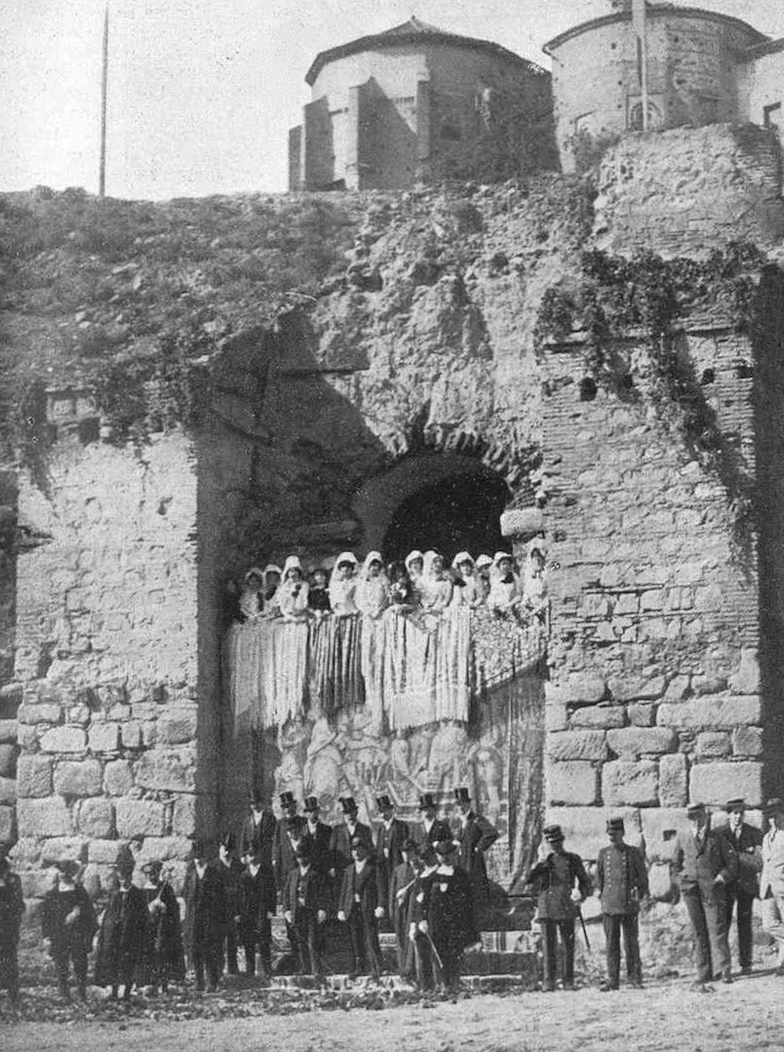
Vista del estado de la puerta en 1913

De origen árabe, data aproximadamente del siglo X, aunque se le hicieron importantes modificaciones durante la época cristiana. Tuvo gran relevancia en la defensa de la ciudad durante la Edad Media, al ser el lugar por el que entraban personas y mercancías. Desde el siglo XVI la puerta estuvo cegada hasta su posterior descubrimiento en 1911.
Fue declarada monumento nacional —bajo la denominación —«Puerta de la antigua Plaza de Armas del Puente de Alcántara que daba entrada a la ciudad»— junto a otras puertas, torres, murallas y puentes de la ciudad el 21 de diciembre de 1921, mediante una real orden publicada de 25 de ese mismo mes en la Gaceta de Madrid, con la rúbrica de César Silió. En la actualidad cuenta con el estatus de Bien de Interés Cultural
La puerta constituye una entrada en recodo, típica de la ingeniería militar hispanomusulmana, y su vano principal consta de un arco de herradura situado entre dos torres cuadradas y almenadas con arqueras en sus laterales.